# Fisketorvet
Fisketorvet Shoppingcenter er et stort indkøbscenter på Kalvebod Brygge mellem Dybbølsbro og Havneholmen i København, der blev indviet den 10. oktober 2000. Centeret har omkring 92 butikker, 20 restauranter, cafeer og spisesteder, samt biografen Cinemaxx med 10 sale.
Centeret har navn efter Københavns gamle handelsplads for fisk, der lå her fra 1958 og frem til 1999, hvor den flyttede til Nordhavnen.[kilde mangler] Den er bygget af Skanska.
Centret ejes af det internationale ejendomsselskab Unibail-Rodamco, som ejer en lang række indkøbscentre i hele Europa.
På centerets nordøstside findes Cykelslangen.